# Nervous Brickdown
Nervous Brickdown ist ein Klon des Videospiels Breakout, entwickelt von Arkedo Studio und von Eidos Interactive für Nintendo DS veröffentlicht.

## Spielmodi
Das Spiel verfügt über drei verschiedene Spielmodi: Arcade: eine Abfolge von Leveln, Multi: zwei Spieler können zusammen spielen, Shuffle: es werden insgesamt 5 zufällige Level zum Spielen ausgewählt.

## Rezeption
Das Spiel wurde von Metacritic mit 70 Punkten bewertet. In Japan, wo das Spiel am 24. Januar 2008 von Success Corporation portiert und veröffentlicht wurde, bewertete Famitsu das Spiel insgesamt mit 29 Punkten, zweimal mit 8, je einmal 7 und 6 Punkten.